# Giacomo Natoli
Giacomo Natoli (Messina, 1846 – Roma, 4 dicembre 1896) è stato un politico italiano.

## Biografia
Giacomo Natoli, barone della Scaletta, fu l'unico figlio del barone Giuseppe, che fu ministro, e di Maria Cardile. Si distinse nella Terza Guerra d'Indipendenza.
Avvocato, fu consigliere comunale e per tre volte Sindaco di Messina (1886-87, 1893, 1894-95). Fu Presidente dell'Associazione di assistenza e carità denominata della Croce d'oro e si distinse per le operazioni di soccorso alla popolazione nell'epidemia di colera del 1887.
Morì celibe, e fu tumulato nel Cimitero monumentale di Messina.